# Frœningen
Frœningen (deutsch Fröningen) ist eine französische Gemeinde mit 865 Einwohnern (Stand 1. Januar 2022) im Département Haut-Rhin in der Region Grand Est (bis 2015 Elsass). Sie ist Mitglied des Gemeindeverbandes Sundgau.

## Geschichte
Der Ort erscheint in den Urkunden 1352 als Freningen. Bis 1324 gehörte der Ort zur Grafschaft Pfirt und kam dann durch die Heirat der Johanna von Pfirt mit Herzog Albrecht II. von Österreich an Habsburg. Im Westfälischen Frieden 1648 ging der Ort mit dem ganzen elsässischen Besitz der Habsburger an die französische Krone. Nach dem Frankfurter Frieden vom 10. Mai 1871 gehörte der Ort bis 1918 zum deutschen Reichsland Elsaß-Lothringen.
1312 erhielt Conrad von Flaxlanden den Ort als Lehen von den Grafen von Pfirt. In habsburgischer Zeit kam der Ort an die Herren von Hadmansdorf und war ab 1535 bis zur Revolution im Besitz der Herren von Reinach-Heidwiller.
Ein 1312 erwähntes Schloss, eine Wasserburg, wurde 1468 von den Eidgenossen zerstört, im 18. Jahrhundert wieder aufgebaut und nach einem Brand 1739 aufgegeben. Am Anfang des 19. Jahrhunderts errichteten die Herren von Reinach einen Herrensitz, der 1917 niederbrannte. Heute befindet sich an dieser Stelle die Mairie(-École). 
Im 18. Jahrhundert stellte das Kloster Lützel den Pfarrer und bezog die Hälfte des Zehnten. Fröningen besaß bis zur Mitte des 19. Jahrhunderts eine bedeutende jüdische Gemeinde, an die noch fünf Grabsteine des ehemaligen Judenfriedhofs erinnern. Die Synagoge existiert nicht mehr. 1784 lebten 154 Juden im Dorf.

## Geografie
Das Dorf liegt an der Ill und in der Nähe des Rhein-Rhône-Kanals zwischen Mülhausen im Norden (12 km) und Altkirch im Süden (10 km). Die D 18 V verbindet Frœningen auch mit den Nachbargemeinden Spechbach und Hochstatt. Auf der rechten Seite der Ill liegt das Nachbardorf Illfurth.

## Bevölkerungsentwicklung
| Jahr      | 1962 | 1968 | 1975 | 1982 | 1990 | 1999 | 2007 | 2018 |
| Einwohner | 443  | 453  | 496  | 528  | 467  | 606  | 600  | 761  |

## Sehenswürdigkeiten
- Der Chorturm der 1302 erwähnten Pfarrkirche St. Barbara, der im 18. Jahrhundert neue Schallöffnungen und Erdgeschossfenster bekam, ist noch mittelalterlich. 1784 wurde die  östliche Erdgeschosswand des Turmes durchbrochen um eine Apsis anzufügen. Das 1769 erbaute Schiff wurde 1847 vergrößert, wobei es das spätklassizistische Westportal erhielt. Die Kirche besitzt noch eine Innenausstattung aus dem späten 18. Jahrhundert mit Zutaten aus dem 19. Jahrhundert.
- Das Gefallenendenkmal bei der Kirche ist eine bemerkenswerte, unter der Anleitung des Pfarrers nach dem Ersten Weltkrieg entstandene Gemeinschaftsarbeit der Gemeinde. Dabei wurden unter anderem gesammelte Keramik- und Glasscherben zur Dekoration eingesetzt. Es wird im Dorf liebevoll Kaffeeschessaladankmol (Kaffeeschüsselchendenkmal) genannt.

Kirche St. Barbara in Frœningen
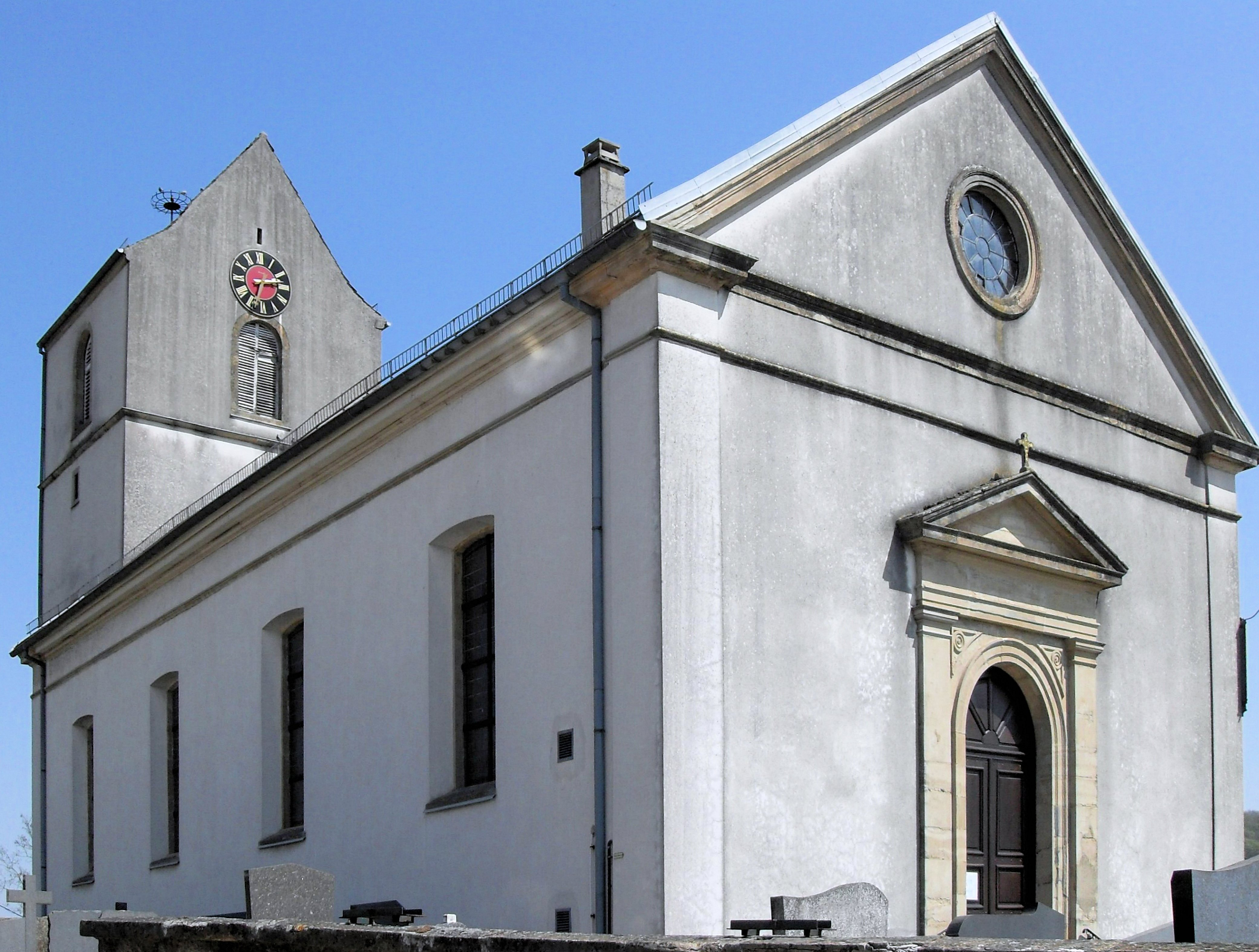
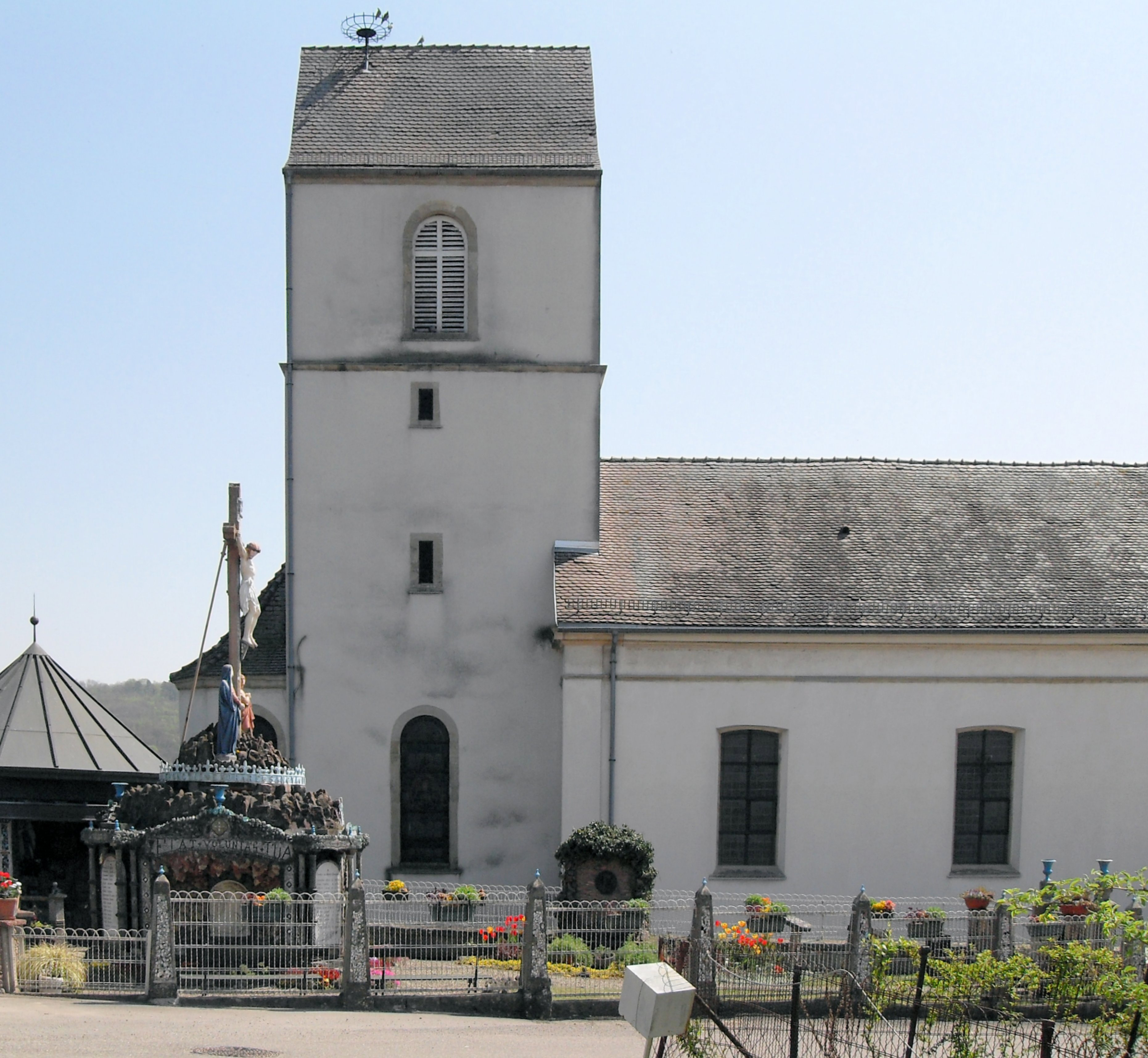